# قائمة متاحف سكك حديدية في المملكة المتحدة
قائمة بمتاحف السكك الحديدية في المملكة المتحدة.

## إنجلترا
- متحف فريق أمبرلي، في أرندل، غرب ساسكس
- متحف منجم آستلي الأخضر، في تايلدسلي، مانشستر الكبرى
- جمعية قاطرة جزر البهاما
- سقيفة مشغل بارو هيل
- متحف بيميش
- محطة بيري فيرز للسكك الحديدية
- مركز تراث بيدفور للسكك الحديدية، في ديفون
- متحف قلعة الأسقف للسكك الحديدية
- بلابل للسكك الحديدية
- متحف بخار بريسيغام، في نورفولك
- ميناء بريستول ومتحف السكك الحديدية الصناعي
- مركز سكك حديد باكينجهامشير، في باكينجهامشير
- تراث كمبري للسكك الحديدية، في أوسويستري، في شروبشاير
- متحف كولفورد الكبرى الغربية بلسكك الحديدية، في كولفورد، في جلوسيسترشاير
- متحف العقيد ستيفنز للسكك الحديدية متحف، في تنتردن
- مركز ومتحف دارلينجتون للسكك الحديدية (أُعيد تسميته مؤخرًا: قائد البخار)
- مركز ديفون للسكك الحديدية، في ديفون
- مركز ديكوت للسكك الحديدية
- أشغال دونكاستر للسكك الحديدية، في دونكاستر، جنوب يوركشاير
- متحف الشرق الإنجيلي للسكك الحديدية
- متحف السكك الحديدية الكهربائي، في وارويكشاير (الدخول مجاني)
- مجموعة هولي كومب البخارية
- أشغال مأمل المدينة للنقل
- متحف جسر كيو البخاري
- متحف كدرمينستر للسكك الحديدية
- متحف النقل في لندن
- متحف السفريات، في شلدون، في مقاطعة دورهام (الدخول مجاني)
- متحف مانجابز للسكك الحديدية
- جمعية محافظة سوق درايتون للسكك الحديدية
- متحف محطة مونكويرماوث، في سندرلاند
- متحف سوفولك النوعي للسكك الحديدية الخفيفة، في سوفولك
- مدلتون للسكك الحديدية، في ليدز، غرب يوركشاير
- مدلاند وبترلي للسكك الحديدية، في ديربيشاير
- موسلي الاستئمانية للسكك الحديدية
- المتحف السفري للسكك الحديدية، في غرب إنجرو، في كيلي
- المتحف الوطني للسكك الحديدية، في نيويورك، في نورث يوركشاير (الدخول مجاني)
- المتحف الوطني للجمازات، في كريش، في ديربيشاير
- متحف مزرعة شمال إنغز
- متحف محطة شمال ولويتش القديمة
- متحف شمال يوركشاير مورز للسكك الحديدية
- حجر الحديد الاستئمانية للسكك الحديدية في نورثهامبتونشاير
- متحف بندون
- رايبل للسكك الحديدية البخارية
- عصر خطوط السكك الحديدية
- متحف محطة راشدين السكك الحديدية
- متحف روتلاند السكك الحديدية، في روتلاند
- متحف شلدون المسافر
- مشروع شلنجستون للسكك الحديدية، في دورست
- سومرست ودورست الاستئمانيتين للسكك الحديدية التراثية
- مركز سكك حديد ساوثهول
- ستراتفورد لسكك حديد أفون وبرودواي
- متحف السكك الحديدية الغربية الكبرى البخاري، في سويندون
- متحف ستفنستون للسكك الحديدية، شمال شيلدز
- عصر خطوط السكك الحديدية، في كرو
- متحف تيفرتون لسكك حديد ديفون النوعية الحيوية، في ديفون
- قاطرة الأشغال تسلي
- متحف ضح تهامستو المنزلي

## أسكتلندا
- وادي ألفورد للسكك الحديدية
- مركز التراث فيريهيل للسكك الحديدية[1]
- بونيس وكينيل للسكك الحديدية
- كالدونيان للسكك الحديدية، في بريشين
- متحف مواصلات غلاسكو
- متحف المحطة جلينفينان
- متحف إنفرجراري وحصن أوغسطس للسكك الحديدية
- كيث ودفتن للسكك الحديدية
- ليدهلز ونلوكهيد للسكك الحديدية
- متحف مود للسكك الحديدية
- مركز السكك الحديدية الأسكتلندية الصناعية
- جمعية حماية السكك الحديدية الأسكتلندية
- ستارثسبي للسكك الحديدية
- كايل وأصدقاؤه للخطوط

## ويلز
- متحف المقياس الحصري للسكك الحديدية، في غوينديد
- متحف وادي كونوي للسكك الحديدية، في بيتوسكويد
- متحف غريفتستون للسكك الحديدية (مُغلق من 2011)
- متحف قلعة بنريان للسكك الحديدية

## آيرلندا الشمالية
- جمعية الحفاظ على السكك الحديدية في أيرلندا
- متحف مواصلات ألستر فولك

## جزيرة مان
- متحف ميناء إيرين للسكك الحديدية

## جزر القناة
- متحف بالوت البخاري التراثي